# Stazione meteorologica di Rovigo
La stazione meteorologica di Rovigo è la stazione meteorologica di riferimento relativa alla città di Rovigo.

## Coordinate geografiche
La stazione meteorologica si trova nell'area climatica dell'Italia nord-orientale, nel Veneto, nel comune di Rovigo, a 9 metri s.l.m. e alle coordinate geografiche 45°03′N 11°46′E.

## Dati climatologici
In base alla media trentennale di riferimento 1961-1990, la temperatura media del mese più freddo, gennaio, si attesta a +1,6 °C, quella del mese più caldo, luglio, è di +24,1 °C.
Le precipitazioni medie annue, distribuite in modo irregolare con minimi relativi in inverno ed estate, si aggirano sui 650 mm e sono distribuite mediamente in 80 giorni.
| Rovigo              | Mesi | Mesi | Mesi | Mesi | Mesi | Mesi | Mesi | Mesi | Mesi | Mesi | Mesi | Mesi | Stagioni | Stagioni | Stagioni | Stagioni | Anno |
| Rovigo              | Gen  | Feb  | Mar  | Apr  | Mag  | Giu  | Lug  | Ago  | Set  | Ott  | Nov  | Dic  | Inv      | Pri      | Est      | Aut      | Anno |
| ------------------- | ---- | ---- | ---- | ---- | ---- | ---- | ---- | ---- | ---- | ---- | ---- | ---- | -------- | -------- | -------- | -------- | ---- |
| T. max. media (°C)  | 4,4  | 7,6  | 13,0 | 17,6 | 22,8 | 27,1 | 30,0 | 29,1 | 24,8 | 18,0 | 10,9 | 5,8  | 5,9      | 17,8     | 28,7     | 17,9     | 17,6 |
| T. min. media (°C)  | −1,3 | 0,3  | 4,2  | 8,2  | 12,4 | 15,9 | 18,2 | 17,7 | 14,7 | 9,8  | 4,9  | 0,6  | −0,1     | 8,3      | 17,3     | 9,8      | 8,8  |
| Precipitazioni (mm) | 39   | 39   | 52   | 63   | 71   | 65   | 42   | 47   | 55   | 73   | 65   | 49   | 127      | 186      | 154      | 193      | 660  |
| Giorni di pioggia   | 6    | 5    | 7    | 8    | 8    | 7    | 5    | 5    | 6    | 8    | 8    | 7    | 18       | 23       | 17       | 22       | 80   |

## Valori estremi

### Temperature estreme nel periodo 1961-1990
Le temperature massime e minime assolute mensili dal 1961 al 1990. La massima assoluta del periodo esaminato di +35,6 °C, mentre la minima assoluta di -19 °C tra l'11 ed il 12 gennaio 1985.